# Benjamin Verbič
Benjamin Verbič, slovenski nogometaš, * 27. november 1993, Celje.
Člansko kariero je začel leta 2011 v klubu NK Celje v slovenski prvi ligi, iz katerega se je preselil v FC København, posojen je bil tudi v NK Šampion.
Verbič je debitiral v dresu članske reprezentance 30. marca na prijateljski tekmi v Dohi proti Katarju, prvi reprezentančni gol je dosegel 11. novembra 2016 na kvalifikacijski tekmi na Malti proti malteški reprezentanci.
Danes igra za Panathinaikos.